# مهدي بخاري
مهدي بخاري (1972) إعلامي وداعية سعودي.

## عن حياته
ولد عام 1972 في مدينة جدة انخرط في حلقات تحفيظ القرآن حتى وصل لمشرف على حلقات التحفيظ في مسجد الشعيبي عام 1408 هـ وهو مازال شابا يافعا في المرحلة الثانوية كانت إطلالته الإعلامية الأولى مبكرا عبر أثير إذاعة جدة من خلال تقديمه لبرنامج الطفل المسلم خلال الفترة من عام 1411إلى 1412 هـ وهو يعمل حاليا مدرس للتربية الإسلامية والمشرف التعليمي ومسؤول النشاط بالمرحلة الابتدائية بمدارس دار الفكر.

## مؤهلاته العلمية
يحمل إجازة في حفظ القرآن الكريم بالتجويد بالإضافة لتحصله في الجانب العلمي على شهادة البكالوريوس في الدراسات الإسلامية من جامعة الملك عبد العزيز عام 1415 هـ ،

## مناصبه
- مسؤول العلاقات العامة والإعلام ببرنامج تحفيظ القرآن الكريم التابع لهيئة الإغاثة الإسلامية العالمية خلال عام 1412 هـ.
- رئيس لجنة التوعية الإسلامية وأمين المكتبة وإمام مسجد بالنادي الأهلي الرياضي بجدة من عام 1412 هـ حتى 1414 هـ.
- مسؤول المستودعات وتوزيع المصاحف والكتب ببرنامج تحفيظ القرآن الكريم التابع لهيئة الإغاثة الإسلامية العالمية من عام 1414 هـ حتى هام 1416 هـ.
- منسق مشروع شبكة معلومات اتحاد غرف مجلس التعاون الخليجي بشبكة الخليج السعودية (زاجل) إدارة التخطيط والتطوير من عام 1416 هـ حتى 1420 هـ.
- مدير مشروع موقع الحرمين الشريفين على شبكة الإنترنت بشبكة الخليج السعودية (زاجل) إدارة التسويق وتقنية المعلومات من عام 1420 هـ حتى 1421 هـ.
- إماما وخطيبا لمسجد الجمجوم بحي الروضة بجدة وكان من قبل إمام لمسجد البخاري حتى عام 1420.

## في الإعلام
- برنامج «شباب في شباب» من عام 1417 هـ وعام 1428 هـ.
- برنامج «زدناهم هدى».
- برنامج «بالقرآن نحيا» على التلفزيون السعودي.
- برنامج زد رصيدك ٣

## روابط خارجية
- السيرة الذاتية مهدي بخاري منتديات مقهى كل العرب , دخل في 20 يناير 2018.